# مانيل مارتينيز
مانيل مارتينيز (بالإسبانية: José Manuel Menéndez Erimia)‏ (7 يناير 1971 بأفيليس في إسبانيا - ) هو لاعب كرة قدم إسباني في مركز الوسط. لعب مع ديبورتيفو لاكورونيا.